# Ноябрь

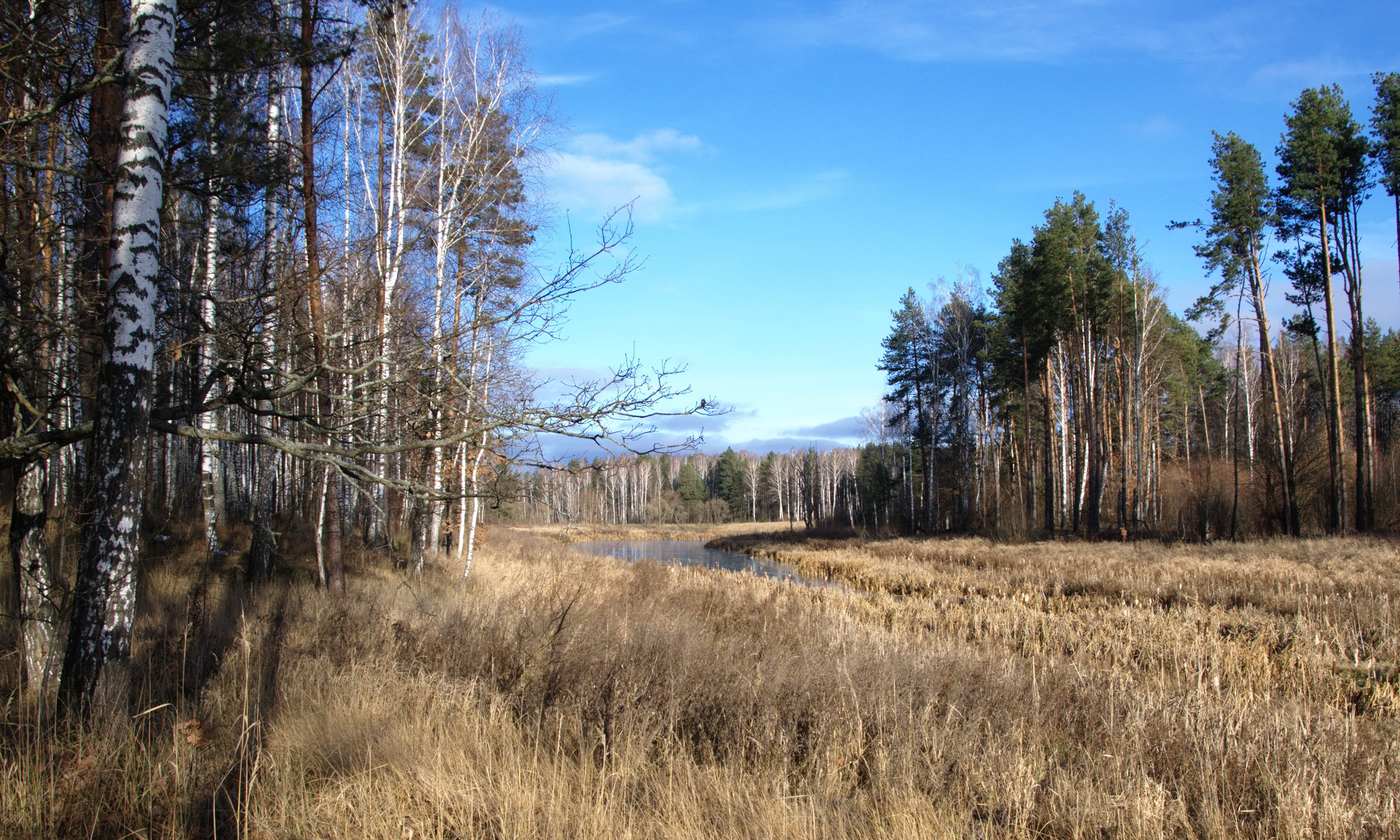
Ноябрь. Брянские леса

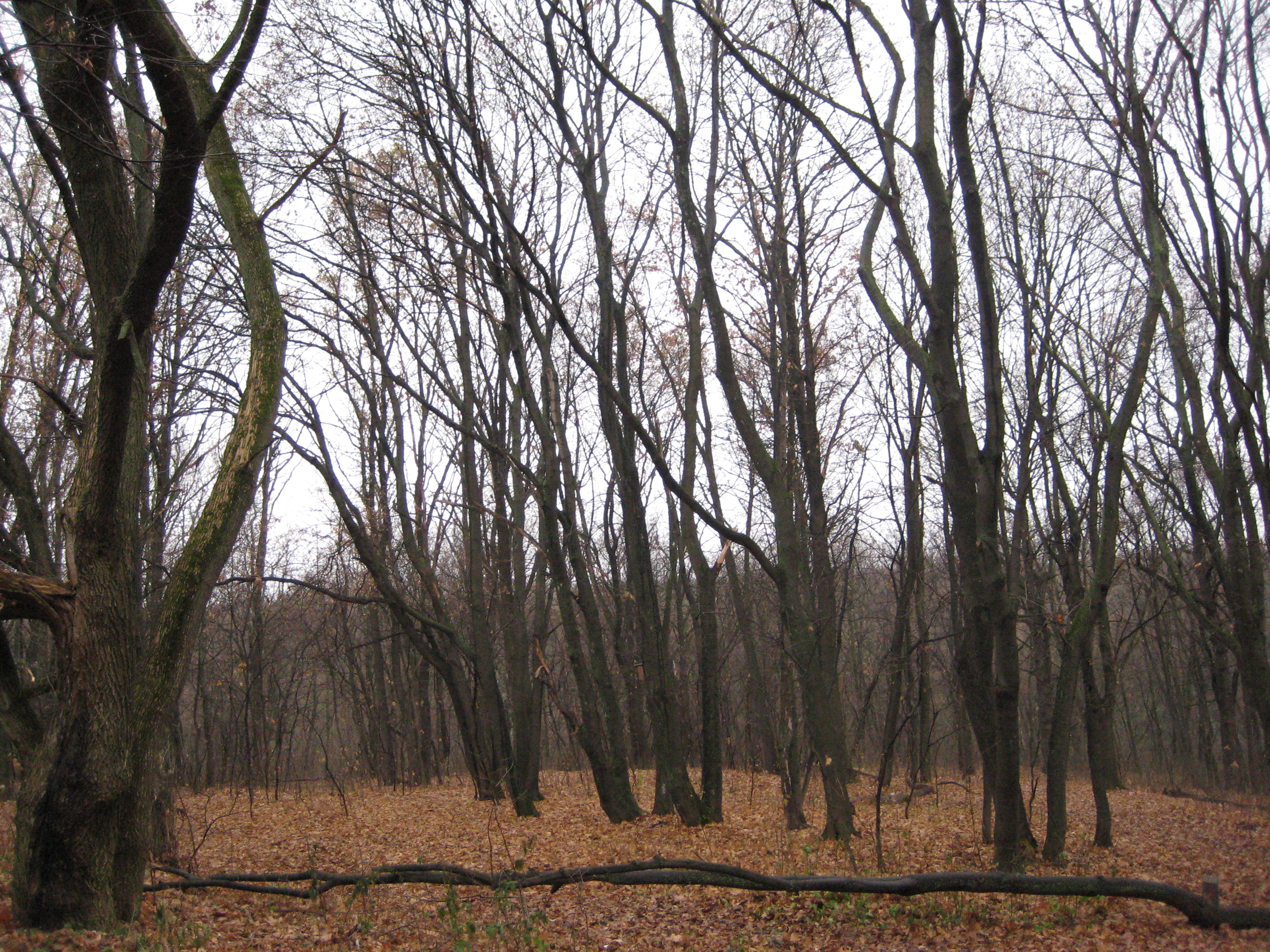
Парк «Динамо» в ноябре

Ноя́брь (лат. Novem — девять) — одиннадцатый месяц Григорианского календаря. Девятый месяц староримского года, начинавшегося до реформы Цезаря с марта. Один из четырёх месяцев длиной в 30 дней. Последний месяц календарной осени в Северном полушарии, весны в Южном.
Праславяне называли ноябрь *listopadъ (ср. бел. лістапад; укр. листопад; чеш. listopad; пол. listopad), так как в это время имел место листопад. Однако, листопад в ноябре характерен для более тёплых территорий, населяемых славянами (Центральная, Восточная и Юго-Восточная Европа); в России же, с её более холодным климатом, большинство деревьев обычно сбрасывают листву к концу октября.

## Статистика и описание
В средней полосе России средняя температура ноября составляет около 0 °C. Это переходный месяц между осенью и зимой, для которого характерно значительное похолодание и окончательная перестройка окружающей среды и живой природы на холодный сезон. Осадки в ноябре всё чаще выпадают в виде снега. Световой день продолжает уменьшаться. Иногда уже в ноябре может появиться полноценный снежный покров.

## Праздники

### Международные
- 1 ноября — Международный день вегана
- первая суббота ноября — Всемирный день мужчин
- 8 ноября — День КВН
- 10 ноября — Международный день бухгалтера и аудитора
- 17 ноября — Международный день студентов
- 19 ноября — Международный мужской день
- третий четверг ноября — Международный день философии
- третье воскресенье ноября — Всемирный день памяти жертв дорожно-транспортных происшествий

### Советские
- 7 и 8 ноября — годовщина Великой Октябрьской социалистической революции (отмечался с 1918 по 1991 год)

### Российские
- 1 ноября — День судебного пристава
- 4 ноября — День народного единства (отмечается с 2005 года)
- 7 ноября — День согласия и примирения (отмечался с 1996 по 2004 год) (с 1992 по 1994 год носил название «Годовщина Великой Октябрьской социалистической революции», в 1995 году носил название «День проведения военного парада на Красной площади в Москве в ознаменование двадцать четвёртой годовщины Великой Октябрьской социалистической революции (1941 год)»)
- 10 ноября — День сотрудника органов внутренних дел Российской Федерации
- 15 ноября — Всероссийский день призывника
- 18 ноября — день рождения Деда Мороза
- 19 ноября — День ракетных войск и артиллерии
- 20 ноября — День работника транспорта[3]
- 21 ноября — День работника налоговых органов Российской Федерации
- 21 ноября — День бухгалтера
- 22 ноября — День психолога
- Последнее воскресенье ноября — День матери
- 27 ноября — День морской пехоты
- 27 ноября — День оценщика

### Азербайджанские
- 9 ноября — День государственного флага Азербайджанской Республики
- 12 ноября — День Конституции Азербайджанской Республики
- 17 ноября — День национального возрождения

### Латвийские
- 11 ноября — День Лачплесиса как день защитника Отечества
- 18 ноября — День независимости Латвийской республики

### Таджикистанские
- 6 ноября — День Конституции
- 24 ноября — День Государственного Флага

### Православные
4 ноября — День Казанской иконы Божией Матери.

### Иные страны и религии
- 1 ноября — у католиков День всех святых.
- 3 ноября — официальный праздник Мальдивской республики «День Победы».
- 5 ноября — день Гая Фокса.
- 11 ноября — Национальный праздник независимости Польши.
- 12 ноября — день рождения Бахауллы (1817) — пророка-основателя веры Бахаи.
- четвёртый четверг ноября — День благодарения в США

## Русский народный календарь
- 8 ноября — Дмитриев день
- 21 ноября — Михайлов день
- 22 ноября — Матрёны зимние
- 27 ноября — Куделица